# دهستان گنبد
گنبد دهستانی است از توابع بخش مرکزی شهرستان همدان در استان همدان ایران.

## جمعیت
براساس سرشماری سال ۱۳۸۵ جمعیت آن ۳٬۹۱۶ نفر (۸۹۳ خانوار) بوده‌است.